# 西川まさ子
西川 まさ子（にしかわ まさこ、1960年8月25日 - ）は、愛知県出身の日本の元女優、舞踊家。本名はディクソン雅子。名古屋西川流（一般財団法人西川会）家元補佐。
東京都新宿区に本部を置く「西川流®」（一般財団法人 西川流）とは無関係。

## 来歴
1960年8月25日、西川右近と元名妓連芸妓・八重子の長女として愛知県名古屋市に生まれる。1975年、名古屋西川流名取り、西川まさ子を名乗る。1976年3月に中学卒業後、15歳で上京して芸能活動を始める。1989年、アメリカ人 ウィリアム・キース・ディクソンと国際結婚。長男は、西川カーク。一般財団法人西川会理事、名古屋西川流家元補佐。妹は西川陽子、弟は西川千雅。

## 流派としての活動
1963年「名古屋をどり」御園座初舞台、松山善三・作「鮭－母あわれ－」。1984年「名古屋をどり北米公演」参加。1985年、モナコ王国主催の舞踊会に参加。1988年「名古屋をどりアメリカ公演」参加。1991年、クレッセントシアター「ブルーゴ－スト」振付担当。1995年、クレッセントシアタ－「西川流舞踊公演」、チルドレンドシアターサマープログラム講師。2001年、オーストラリア、ワークショップ開催。2002年、ニュージーランド、ワークショップ開催。2004年、中国北京、ワークショップ開催。2010年、上海万博・愛知ウィーク出演。

## 受賞
- 1999年TARG賞
- 2002年都市文化奨励賞
- 2007年愛知県芸術文化選奨文化賞
- 2008年パチンコ大賞文化賞